# Walpenreuth
Walpenreuth ist ein Gemeindeteil des Marktes Zell im Fichtelgebirge im Landkreis Hof (Oberfranken, Bayern). Die Gemarkung Walpenreuth hat eine Fläche von 2,744 km². Sie ist in 478 Flurstücke aufgeteilt, die eine durchschnittliche Flurstücksfläche von 5741,09 m² haben. In ihr liegt neben dem namensgebenden Ort der Gemeindeteil Tannenreuth.

## Geografie
Im Dorf entspringt der Tannenreuther Bach, ein linker Zufluss des Lübnitzbaches. Im Osten grenzt der Münchberger Stadtwald an. Im Südosten steigt das Gelände zur Bärenhöhe (785 m ü. NHN) an, die bereits zum Fichtelgebirge zählt. Die Kreisstraße HO 39 führt nach Tannenreuth (0,6 km südwestlich) bzw. nach Zell im Fichtelgebirge (2,6 km nordwestlich).

## Geschichte
Der Ort wurde im Jahr 1317 als „Waltbotenrute“ erstmals urkundlich erwähnt.
Gegen Ende des 18. Jahrhunderts bestand Walpenreuth aus 21 Anwesen. Die Hochgerichtsbarkeit sowie die Dorf- und Gemeindeherrschaft stand dem bayreuthischen Oberamt Gefrees zu. Grundherren waren
- das Kastenamt Gefrees: 3 Tropfhäuser;
- das bayreuthische Kastenamt Stockenroth: 4 Halbhöfe, davon einer mit Schmiede;
- die Rittergüter Ebnath und Schwarzenreuth: 1 Zweifünftelhof mit 2 Häusern, 2 Fünftelhöfe, 1 Viertelhof, 2 Viertelzinsgüter, 2 Zehntelhöfe, 3 Söldengüter, 1 Söldengut mit einem halben Haus, 1 Zehntelhofgut mit einem halben Haus (Diese Bewohner waren pfalz-neuburgische Landsassen).[7]

Von 1797 bis 1810 unterstand Walpenreuth dem Justiz- und Kammeramt Gefrees. Nachdem im Jahr 1810 das Königreich Bayern das Fürstentum Bayreuth käuflich erworben hatte, wurde der Ort bayerisch. Infolge des Ersten Gemeindeedikts wurde Walpenreuth dem 1812 gebildeten Steuerdistrikt Zettlitz zugewiesen. Zugleich entstand die Ruralgemeinde Walpenreuth, zu der Tannenreuth gehörte. Sie war in Verwaltung und Gerichtsbarkeit dem Landgericht Gefrees zugeordnet und in der Finanzverwaltung dem Rentamt Gefrees. In der freiwilligen Gerichtsbarkeit unterstanden 11 Anwesen in Walpenreuth dem Patrimonialgericht Grossenau. 1840 wurde die Gemeinde Walpenreuth an das Landgericht Berneck und an das Rentamt Marktschorgast überwiesen (1919 in Finanzamt Marktschorgast umbenannt). Ab 1862 gehörte Walpenreuth zum Bezirksamt Berneck. Die Gerichtsbarkeit blieb beim Landgericht Berneck (1879 in Amtsgericht Berneck umgewandelt). 1929 wurde die Gemeinde schließlich an das Bezirksamt Münchberg (1939 in Landkreis Münchberg umbenannt) und das Finanzamt Münchberg abgegeben. Ab 1970 war das Amtsgericht Münchberg zuständig. Die Gemeinde hatte 1964 eine Gebietsfläche von 2,746 km². Im Zuge der Gebietsreform in Bayern wurde die Gemeinde Walpenreuth am 1. Januar 1972 nach Zell im Fichtelgebirge eingemeindet.

### Einwohnerentwicklung
Gemeinde Walpenreuth
| Jahr      | 1812  | 1840   | 1852   | 1855   | 1861   | 1867   | 1871   | 1875   | 1880   | 1885   | 1890   | 1895   | 1900   | 1905   | 1910   | 1919   | 1925   | 1933   | 1939   | 1946   | 1950   | 1952   | 1961  | 1970   |
| Einwohner | 207   | 225    | 267    | 275    | 294    | 275    | 278    | 277    | 275    | 293    | 270    | 256    | 239    | 233    | 223    | 209    | 200    | 187    | 182    | 214    | 202    | 197    | 189   | 161    |
| Häuser    | 31    |        |        |        |        |        | 41     |        |        | 42     | 42     |        | 46     |        |        |        | 35     |        |        |        | 39     |        | 41    |        |
| Quelle    | [ 8 ] | [ 13 ] | [ 13 ] | [ 13 ] | [ 14 ] | [ 15 ] | [ 16 ] | [ 17 ] | [ 18 ] | [ 19 ] | [ 20 ] | [ 13 ] | [ 21 ] | [ 13 ] | [ 22 ] | [ 13 ] | [ 23 ] | [ 24 ] | [ 24 ] | [ 24 ] | [ 25 ] | [ 24 ] | [ 9 ] | [ 26 ] |

Ort Walpenreuth
| Jahr      | 001812 | 001819 | 001861 | 001871 | 001885 | 001900 | 001925 | 001950 | 001961 | 001970 | 001987 | 002005 | 002010 | 002015 |
| Einwohner | 145    | 130    | 203    | 201    | 210    | 178    | 152    | 162    | 155    | 126    | 96     | 91     | 84     | 64     |
| Häuser    | 21     |        |        |        | 29     | 33     | 26     | 30     | 32     |        | 35     |        |        |        |
| Quelle    | [ 8 ]  | [ 27 ] | [ 14 ] | [ 16 ] | [ 19 ] | [ 21 ] | [ 23 ] | [ 25 ] | [ 9 ]  | [ 26 ] | [ 28 ] | [ 1 ]  | [ 1 ]  | [ 1 ]  |

## Religion
Walpenreuth ist nach St. Gallus (Zell im Fichtelgebirge) gepfarrt und seit der Reformation evangelisch-lutherisch geprägt.